# 蒙自虎耳草
蒙自虎耳草（学名：Saxifraga mengtzeana）为虎耳草科虎耳草属下的一个种。

## 扩展阅读
維基物種上的相關：蒙自虎耳草